# Русский перевод
«Ру́сский перево́д» — российский телевизионный сериал 2006 года, снят по роману Андрея Константинова «Журналист». Роман входит в цикл романов «Бандитский Петербург», поэтому этот сериал является фактическим спин-оффом сериала «Бандитский Петербург».
Сериал о советских военных переводчиках-арабистах: студентах и курсантах-практикантах, кадровых военных, «двухгодичниках» и «служащих СА», работавших во второй половине 1980-х в арабских странах, конкретно — в Народной Демократической Республике Йемен (НДРЙ) и Ливии.
В частности сериал рассказывает о молодых годах журналиста Андрея Обнорского (Серёгина), одного из главных персонажей сериала «Бандитский Петербург».

## Сюжет

### Йемен (1—4 серии)
Студент Восточного факультета ЛГУ Андрей Обнорский после 4 курса осенью 1985 года уезжает на годичную языковую практику в НДРЙ в качестве переводчика арабского языка по линии 10-го отдела (международное военное сотрудничество) Главного управления ГШ МО СССР. В московском международном аэропорту Шереметьево он прощается с родителями и прямым рейсом Аэрофлота на борту самолёта Ту-154М летит в Южную Аравию. Здесь он неожиданно знакомится со стюардессой Леной. Для Обнорского это первая командировка за рубеж, для Лены — первый заграничный полёт. Они чувствуют симпатию друг к другу.
В аэропорту Адена Обнорского никто не встречает. Попытка заговорить с местным арабом даёт понять Андрею, что язык, которому его учили, не совсем тот. Услышав его отчаянное восклицание, к нему подходит человек в местной военной форме. Это референт главного военного советника — прямой и непосредственный начальник Обнорского — майор Пахоменко. Пахоменко везёт Обнорского в городок советских военных специалистов в Адене — Тарик, а потом — в аппарат ГВС, где представляет его Главному военному советнику — генералу Сорокину. С подачи Пахоменко, который уже узнал у Андрея, что тот — успешный спортсмен-дзюдоист, генерал назначает Обнорского переводчиком к советским военным специалистам в формирующуюся 7 парашютно-десантную бригаду. Получив в аппарате инструктаж и аванс, Обнорский вновь едет в Тарик, где ему теперь предстоит прожить целый год. Комендант городка определяет его в двухместную комнату холостяцкого общежития.
Обнорский знакомится с другими переводчиками — практикантами и выпускниками гражданских ВУЗов, которые работают зачастую за сотни километров от Адена, проводят в своих пехотных бригадах бо́льшую часть каждого месяца, а вернувшись в Тарик отдыхают, не «просыхая» (в телевизионной версии эти эпизоды показаны не были).
Вечером того же дня Обнорского находит пока единственный специалист в его бригаде — майор Дорошенко, инструктор по парашютному делу. На следующее утро Дорошенко и Обнорский выезжают в бригаду. Обнорского представляют комбригу, подполковнику Абду-Салиху и замполиту бригады майору Мансуру. Обнорский начинает переводить занятия, которые проводит Дорошенко, сам проходит курс подготовки и вместе со своими подопечными совершает прыжок с парашютом. Вскоре после начала работы Андрея в бригаде в Тарике к нему подходит местный особист, майор Царьков. В доверительной форме он сообщает Обнорскому о непростой обстановке в стране и просит его сообщать ему любую интересную информацию: 7 ПДБр является элитной частью, подчиняется непосредственно Управлению разведки местного Генштаба, и любое обострение внутриполитической обстановки может проявиться именно здесь. Обнорский в принципе соглашается.
В конце месяца в комнате Обнорского появляется его сосед — тоже практикант после 4 курса, курсант Военного Краснознаменного Института (традиционно называемого ВИИЯ) Илья Новосёлов. Илья прибыл в Аден на несколько дней раньше Андрея — и тут же со своим советником выехал в свою бригаду в Аль-Анад, откуда он теперь вернулся. Илья объясняет Андрею особенности жизни советской военной колонии, специфику непростых взаимоотношений между советниками-специалистами («хабирами» — ед. ч. «хабир») и переводчиками («мутаргимин» — ед. ч. «мутаргим»). Советует ему быть осторожным, не говорить лишнего.
Переводчики собираются в Тарике и обмывают первый прыжок Обнорского. К ним на застолье приходит их старший товарищ — выпускник ВИИЯ капитан Кукаринцев, переводчик советника начальника Управления разведки ГШ НДРЙ полковника Грицалюка. Когда все расходятся, Новосёлов предупреждает Обнорского, что с Кукой надо быть осторожным: по-видимому, он является сотрудником одной из советских спецслужб. Вскоре в 7ПДБр появляются три палестинских офицера-инструктора: Профессор — старший, Мастер — инструктор-подрывник и Синдибад — инструктор по рукопашному бою. Синдибад показывает Обнорскому своё боевое мастерство, учит его эффективным приёмам, в знак дружбы дарит ему комплект палестинской военной формы. Профессор в разговорах с Обнорским намекает на некий прервавшийся контакт с друзьями. Майор Царьков просит Обнорского поддерживать отношения с Профессором, вскользь заметить, что друзья друзей не забывают, помощь придёт. Полковник Грицалюк, предположительно, офицер ГРУ, в свою очередь пытается сделать Обнорского своим источником информации. Обнорский не соглашается, между ними возникает конфликт, но Царьков успокаивает Обнорского, намекая на свою защиту.
Наконец из Союза приезжает советник командира 7-й ПДБр полковник Громов. Он — строгий начальник, но дело знает. Вскоре бригаду десантников направляют на границу с Северным Йеменом: северяне захватили населённый пункт на южной территории, и его надо вернуть. Ценой больших потерь и со второй попытки десантники овладевают населённым пунктом, уничтожив противника. Исполняя приказ генерала Сорокина, Громов, Дорошенко и Обнорский проверяют, нет ли среди убитых советских военных специалистов — в армии ЙАР они тоже работают. Вернувшись в Аден, они докладывают генералу, что советских граждан в числе погибших нет. Референт Пахоменко вручает Обнорскому бутылку шотландского виски: Обнорский воспринимает это как своеобразный знак признания его настоящим военным переводчиком.
Между тем внутриполитическая обстановка в Южном Йемене становится всё напряжённее. В руководстве правящей Йеменской социалистической партии (ЙСП) начинается борьба за власть между президентом и генеральным секретарём Али Насером Мухаммедом и только что вернувшимся из московской добровольной ссылки бывшим президентом и генсеком Абдель Фаттахом Исмаилом (ему симпатизирует СССР), вице-президентом Али Антаром и их сторонниками, составляющими оппозицию. Их, как и СССР, не устраивает экономический либерализм Али Насера и его попытки нормализовать отношения со странами Персидского залива и Запада. Активизируется и внутренняя прозападная вооружённая оппозиция, жертвами нападений становится несколько советских военных специалистов, в том числе и советник Ильи Новосёлова в Аль-Анадской бригаде.
Вскоре бригаду Обнорского перебрасывают к границе с Саудовской Аравией: на северо-западе провинции Хадрамаут просочилась банда «муртазаков». Здесь десантники попадают в засаду, Обнорского ранят — и Громов сам зашивает рану своему переводчику.
Когда бригада возвращается в свой городок, а Обнорский — в Тарик, «комитетчик» Царьков сообщает ему, что в его бригаду прибывает крупная партия оружия для палестинцев, просит его быть очень внимательным. Обнорский успевает передать известие о «посылке» Профессору. Но тут десантников опять бросают к саудовской границе. Внезапно заболевает майор Мансур, и часть подразделений бригады вылетает к месту событий без него. Десантники без труда занимают Аль-Абр у саудовской границы, но всё же несут потери. Обнорский тоже стреляет, убивает муртазака, и тяжело переживает смерть этого молодого парня. Когда Андрей вернулся в Аден, оказывается, что караван с оружием до бригады не дошёл, Профессор и Мастер убиты, Синдибад исчез. Комбриг Абду-Салих прямо объявляет Обнорскому, явно надеясь, что ему есть кому это сообщить, что оружие похитили сторонники действующего президента Али Насера. Вскоре комбриг тоже становится жертвой покушения.
Синдибад всё-таки находит возможность встретиться с Обнорским в старом районе Адена — Кратере. Он показывает Андрею фотографию, которая подтверждает подозрения: к похищению оружия сторонниками Али Насера непосредственно причастны замполит Мансур, капитан Кукаринцев и его шеф Грицалюк. Но Обнорский не успевает сообщить об этом Царькову. Вскоре от рук неизвестного погибает и сам Царьков.
В Адене начинается переворот. Мансур с верными ему людьми исчезает из бригады, а командование берёт на себя майор Садек, сторонник Фаттаха. Вскоре десантники выдвигаются к пригородам Адена и вступают в бой за Шейх-Осман. Садек, в целях безопасности его советника и переводчика, просит их продвигаться рядом с ним. Советника Громова всё же тяжело ранит осколком снаряда. Обнорский с десантниками втаскивают его в найденную тут же на улице легковушку и довозят до Тарика, где советник поступает в распоряжение местного гарнизонного врача.
К вечеру Обнорского находит референт Пахоменко. Он ставит перед Андреем и военным переводчиком-таджиком Назрулло важную задачу: генерал приказал им пробраться в расположенное в районе Хор Максар советское посольство и выяснить там обстановку. Поскольку предпринятая ранее попытка окончилась неудачей, им предстоит действовать под видом палестинцев — в палестинской военной форме. Референт приносит комплект формы для Назрулло, Обнорский надевает форму, подаренную ему Синдибадом.
По дороге в посольство Обнорский и Назрулло спасают Лену и ещё одну стюардессу Аэрофлота от изнасилования палестинцами, при этом Андрей убивает обоих негодяев. Переводчикам удаётся пройти кордон вооружённых абъянских земляков Али Насера, выставленный у самых ворот советского посольства, и попасть внутрь. Здесь они встречают Кукаринцева и Грицалюка, от которого Обнорский узнаёт, что лидер оппозиции Абдель Фаттах укрылся в советском посольстве, и абъянцы у ворот караулят именно его. Ещё немного — и посольство возьмут штурмом. О том, придёт ли на помощь советский военный флот, Грицалюк высказывается скептически и старается побыстрее отправить ребят обратно к генералу Сорокину.
Обнорский и Назрулло возвращаются в Тарик, но там никого уже нет: все перебазировались подальше от района боёв — в городок советских геологов. Там переводчиков кормят, и тут же референт ведёт их к генералу, а тот направляет обоих обратно в посольство. На этот раз они должны передать, что там должны беречь и удерживать Фаттаха у себя и тянуть время, поскольку скоро на помощь оппозиции в Аден войдёт Аль-Анадская бригада.
По дороге в посольство в бою погибает Назрулло. Обнорского задерживают абъянцы у самых ворот посольства, он снова встречается с майором Мансуром, который обвиняет его в шпионаже и убийстве его сограждан. Неожиданно в лагере сторонников Али Насера появляется Кукаринцев. Обнорский рассказывает ему о поручении генерала. Кукаринцев договаривается с Мансуром и забирает Обнорского с собой в посольство. Сообщив полковнику Грицалюку настоятельное требование генерала Сорокина беречь Абдель Фаттаха как можно дольше, Андрей спешит обратно. Когда он и сопровождающий его Кукаринцев отходят от ворот посольства на существенное расстояние, оттуда внезапно вырывается бронетранспортёр оппозиционеров. Боевая машина не успевает прорваться за абъянский кордон, её в упор расстреливают из противотанковых гранатомётов. Все, кто в ней находится, погибают.
На обескураженный взгляд Обнорского Кукаринцев произносит: «Товарищ Абдель Фаттах настоящим мужиком оказался…», «…ну попытался прорваться — не получилось, ну не судьба…». Когда всё ещё не понимающий, что происходит, Обнорский по инерции продолжает обратный путь, Кукаринцев стреляет в него из пистолета со словами: «Извини, братишка — служба…». Тут рядом с ними разрывается снаряд…
Очнувшись, Обнорский продолжает, с трудом передвигаясь, пробираться в Тарик. Здесь у дороги его случайно находит Илья Новосёлов, который со своими советниками возвращается в Тарик из бригады. Обнорский попадает в местный военный госпиталь. Когда он приходит в себя, то видит сидящего рядом с его кроватью полковника Грицалюка. Тот прямо говорит Андрею: что и как случилось, кроме них двоих больше никто не знает, и Обнорскому будет лучше, если и не узнает. Обнорский вынужден согласиться.
Срок командировки Обнорского и Новосёлова подходит к концу. Они собирают чемоданы, обмениваются впечатлениями о произошедшем, строят планы. Во дворе Тарика Обнорский прощается с вернувшимся из отпуска майором Дорошенко, а у ворот городка видит выстроившийся в его честь строй оставшихся в живых десантников 7-й бригады.

### Ливия(5—8 серии)
Срочная служба старшего лейтенанта-двухгодичника Андрея Обнорского в Краснодарском лётном училище подходит к концу, когда его прямо с очередного занятия с курсантами-арабами вызывают к начальству: пришёл вызов из Москвы, он опять едет в загранкомандировку в качестве военного переводчика-арабиста. Добравшись поездом до Москвы, Обнорский прибывает в Генеральный штаб, где ещё раз узнаёт: ему предстоит служить ближайшие два года в Ливии. Вспомнив по этому поводу вслух египетскую поговорку о превратностях судьбы, Обнорский отправляется в Ливию. В самолёте йеменские воспоминания мешают ему спать.
В аппарате ГВС в Триполи Андрей представляется своему непосредственному начальнику — референту командующего подполковнику Петрову. Тот, убедившись, что старший лейтенант хоть и из гражданских, но военным переводом и даже авиационной тематикой владеет, определяет его старшим переводчиком на базу ВВС Ливии «Бенина» в Бенгази.
Добравшегося туда самолётом Обнорского встречают трое его подчинённых: выпускники МГИМО Бубенцов и Колокольчиков (который вообще не арабист) и тбилисец Ткебучава. Поскольку оказывается, что его личный состав, особенно «золотая молодёжь» из Москвы, арабского языка не знает и работать с языком не торопится, Андрей берётся за ускоренную и напряжённую подготовку. Вскоре Бубенцов в отсутствие Обнорского пытается сам перевести занятие, которое проводит с ливийцами старший специалист базы подполковник Карпухин, но, несмотря на его старание, выходит конфуз, в который приходится вмешаться Обнорскому.
Обнорский уже представляет себе встречу с Новосёловым в Триполи, звонит ему на «Майтигу» — и тут от переводчика Кирилла Выродина узнаёт: Илья покончил с собой, отравившись газом, за день до приезда из СССР его жены Ирины.
В один из дней Обнорский обнаруживает своего начальника Карпухина в дурном настроении: недавно поступившие из СССР на базу современные истребители перебазированы местной стороной в неизвестном направлении. А ещё через некоторое время к Андрею напрямую обращается местный «особист», который не имеет доступа на базу. Он просит Обнорского узнать, куда исчезли самолёты, которые по условиям контракта не могут быть перепроданы третьей стороне без согласия Москвы. Обнорскому удаётся выяснить, что самолёты ушли в Судан — на это указывают многие факты. Однако его активность вызывает устойчивое подозрение у главного ливийского контрразведчика в Бенгази полковника Исы. Предвидя небезопасные для себя последствия, Андрей просит о переводе его в Триполи, а пока собирается в СССР в очередной отпуск.
Вернувшись в Ливию и познакомившись с новыми соседями (Выродиным и другим переводчиком, Сергеем Вихренко), а также старшим пехотной группы полковником Сектрисом, Обнорский решает сам заняться расследованием смерти друга. Он узнаёт, что за неделю до гибели Илья поссорился с подполковником Рябовым и его женой, уже убывшими в Советский Союз. Через вновь встреченную стюардессу Лену, с которой у Обнорского завязался роман, Андрей передаёт в Ленинград своему другу милицейскому оперативнику Жене Кондрашову просьбу о помощи. Кондрашов задерживает Рябову за незаконные валютные сделки и, допрашивая пришедшего просить за неё мужа, узнаёт, что переводчик Фикрет Гусейнов, участник скандала, занимается сутенёрством с жёнами советских офицеров. Об этом случайно стало известно Новосёлову, который пришёл в ярость — однако Рябов утверждает, что не причастен к гибели Ильи.
Вскоре референт Петров просит Вихренко и Обнорского съездить к Гусейнову, чтобы вытрясти из него денежный долг перед ещё одним советским офицером по фамилии Старостин. Фикрет под давлением возвращает деньги. Пользуясь случаем, Андрей допрашивает его об обстоятельствах ссоры с Ильёй, и Гусейнов рассказывает, что перед смертью к Новосёлову заходили двое мужчин. Одного из них Фикрет не знал, а вторым, по его словам, был Кирилл Выродин.
Вихренко по просьбе Обнорского знакомит его с Мариной Рыжовой, официально занимающейся секретарской работой, а неофициально оказывающей за деньги интимные услуги. Андрей идёт к Марине, тайно записывает разговор на диктофон, а затем, шантажируя её, требует, чтобы она снялась на камеру вместе с Выродиным, также нередко её навещающим.
Через некоторое время Обнорского в Триполи находит Сандибад. Он сообщает Андрею, что давний враг Обнорского капитан Кукаринцев жив и под фамилией Дёмин работает в Ливии инспектором государственного комитета по внешнеэкономическим связям Минобороны СССР, и просит о помощи, давая Обнорскому время на размышления.
Придя к Выродину, Андрей показывает ему видеокассету с записью полового акта с Рыжовой и требует рассказать, с кем Кирилл приходил к Новосёлову перед смертью последнего. Выродин, опасаясь, что информация о его изменах жене, дочери советского генерал-полковника Шишкарёва, всплывёт, рассказывает, что его спутником был майор Григорий Петрович Дёмин. Тайна, в которую, на свою беду, оказался посвящён Илья, заключалась в «левых» поставках оружия; и Андрею становится ясно, что Илью убрали как лишнего свидетеля.
Андрей решает помочь Сандибаду. Вместе они разрабатывают план действий.
Сандибад и его люди захватывают Кукаринцева-Дёмина и привозят в некий заброшенный дом, где Кукаринцев рассказывает Андрею всё с условием, что тот развяжет ему руки. После этого между ними завязывается драка. Неожиданно в доме появляются полковник Сектрис с подчинёнными и разнимают обоих. Оказывается, Сектрис — сотрудник советских спецслужб, а всё произошедшее — тщательно продуманный план действий. В приватном разговоре Сектрис упоминает, что стюардесса Лена Ратникова тоже работала на них и была для Обнорского своего рода «ангелом-хранителем». Андрей в ярости приезжает к Лене, та подтверждает слова Сектриса и предлагает Андрею дальнейшее сотрудничество, но он отказывается.
Наутро Андрея будит Вихренко и рассказывает, что минувшей ночью в пьяных происшествиях погибли переводчик Выродин и инспектор Дёмин. Обнорский боится, что следующей жертвой будет он сам, напивается и добивается высылки из Ливии в Советский Союз.
В финальной сцене Андрей сидит и выпивает на Домодедовском кладбище Подмосковья на могиле своего друга Ильи Новосёлова. Он не знает, что за ним в чёрной «Волге» следят двое мужчин. Один из них, молодой, предлагает убить Андрея, но второй, постарше, отклоняет предложение, считая, что за перспективным журналистом Обнорским необходимо продолжать наблюдение.

## В ролях
| Актёр                | Роль                                                     |
| -------------------- | -------------------------------------------------------- |
| Никита Зверев        | Андрей Обнорский                                         |
| Андрей Фролов        | Илья Новосёлов                                           |
| Марина Черняева      | Лена Ратникова (стюардесса)                              |
| Рамиль Сабитов       | палестинец Сандибад                                      |
| Сергей Селин         | майор Дорошенко (советник в 7 ПДБр по ПДС)               |
| Сергей Векслер       | полковник Громов (старший советник 7 ПДБр)               |
| Павел Новиков        | Кукаринцев / Дёмин                                       |
| Александр Тютин      | особист аппарата ГВС Царьков                             |
| Александр Пашутин    | генерал Сорокин (ГВС в НДРЙ)                             |
| Александр Цуркан     | майор Пахоменко (референт ГВС в НДРЙ)                    |
| Александр Яковлев    | полковник Грицалюк (советник по линии ГРУ ГШ МО СССР)    |
| Валерий Жаков        | Виктор Обнорский (отец Андрея)                           |
| Алёна Яковлева       | жена хабира-артиллериста                                 |
| Татьяна Абрамова     | секретарша                                               |
| Виктор Алфёров       | переводчик-таджик Назрулло Ташкоров                      |
| Михаил Полицеймако   | переводчик-азербайджанец Фикрет Гусейнов                 |
| Владимир Епифанцев   | переводчик Сергей Вихренко                               |
| Александр Макогон    | переводчик Кирилл Выродин                                |
| Сергей Шеховцов      | подполковник Карпухин                                    |
| Антон Эльдаров       | переводчик Цыганов                                       |
| Иван Моховиков       | переводчик Гридич                                        |
| Константин Карасик   | водитель Гена                                            |
| Роман Кириллов       |                                                          |
| Кирилл Плетнёв       | милицейский оперативник Женя Кондрашов (друг Обнорского) |
| Мария Антипп         | Ирина                                                    |
| Александр Пашковский | Рябов хабир-артиллерист                                  |
| Антон Кукушкин       | переводчик Колокольчиков                                 |
| Денис Ясик           | переводчик Бубенцов                                      |
| Шота Гамисония       | переводчик Ираклий Ткебучава                             |
| Роман Нестеренко     | Сиротин (преподаватель пехотной школы)                   |
| Александр Аблязов    | полковник Сектрис                                        |
| Дмитрий Ячевский     | подполковник Бережной (дежурный по Аппарату)             |
| Владимир Горюшин     | Струмский (комендант «Тарика»)                           |
| Алексей Ошурков      | Кузнецов «наш человек» (в Бенгази)                       |
| Павел Сметанкин      | человек Сектриса                                         |
| Сергей Юшкевич       | подполковник Петров референт(в Триполи)                  |
| Алексей Анненский    | Зейнетдинов                                              |
| Фуад Поладов         | подполковник Абду Салих (комбриг 7 ПДБр)                 |
| Фуад Османов         | майор Мансур (замполит 7 ПДБр)                           |
| Фирдовси Атакишиев   | полковник Иса                                            |
| Мамед Амиров         | Профессор                                                |
| Мансур Дадашев       | Мастер                                                   |
| Парвиз Мамедрзаев    | комбриг Садек                                            |
| Маяк Керимов         | Алейла (начальник ГШ)                                    |
| Расим Джафаров       | солдат-десантник                                         |
| Микаил Микаилов      | солдат-десантник                                         |
| Леонид Евтифьев      | Кипарисов                                                |

## Съёмочная группа
- Режиссёр: Александр Черняев
- Сценарий: Эдуард Володарский, Андрей Константинов (роман)
- Оператор: Даян Гайткулов
- Художник-постановщик: Сергей Гудилин
- Художник по костюмам: Александра Андреева
- Композитор: Игорь Корнелюк
- Консультанты: Владимир Агафонов, Владимир Фисунов

## Литературная основа
Литературной основой сериала стал роман петербургского журналиста, писателя, сценариста и общественного деятеля А. Константинова «Журналист» (1996). Это приключенческое детективное художественное произведение с элементами социально-политического расследования, основанное на реальных событиях и фактах автобиографии самого автора романа, работавшего в 1984—1991 годах военным переводчиком-арабистом в Южном Йемене и Ливии.

### Исторические параллели и прототипы
В основу первых четырёх серий фильма и первой части романа положены реальные события, происходившие в Южном Йемене (его столица Аден) в 1984—1986 годах (в 1984—1985 гг. там на практике переводчиком в 5-й парашютно-десантной бригаде ВС НДРЙ находился автор романа). Городком бригады десантников была бывшая школа для детей бедуинов Мадрасат аль-бролетария (в рус.пер.: Пролетарская школа), построенная на пожертвования известного певца из Лахджа Фейсала Аляви.
Прототипами главных действующих лиц первых четырёх серий стали:
- сам автор романа, военный переводчик-практикант из ЛГУ Андрей Баконин (главный герой);
- Главный военный советник, советник министра обороны НДРЙ генерал-майор Крупницкий В. И. (в фильме — генерал Сорокин);
- начальник над всеми военными переводчиками в НДРЙ с 1983 по 1987 год, референт ГВС майор В.Остапенко (в фильме — референт Пахоменко);
- советник начальника управления разведки ГШ МО НДРЙ полковник В. Пацалюк (в фильме — полковник Грицалюк);
- прочие советники, специалисты, переводчики, должностные лица Аппарата СВС.

Президент НДРЙ — генеральный секретарь ЙСП Али Насер Мухаммад и его политический противник — член Политбюро ЙСП и президент НДРЙ до апреля 1980 года Абдель Фаттах Исмаил непосредственно в число персонажей романа и фильма не вошли, но постоянно упоминаются, им даётся либо негативная, либо позитивная оценка, вокруг их конфликта во многом развивается экранное действие. Присутствие Абдель Фаттаха даже материализуется в четвёртой серии: сначала он невидимо присутствует на территории осаждённого людьми Али Насера посольства СССР, а затем появляется из ворот посольства в глубине пытающегося прорваться погибающего под огнём гранатомётов БТР.
В сценах торжественного введения в строй «тропы десантника» также присутствуют двое высокопоставленных южнойеменских военных:
- Антар (вице-президент), бригадный генерал генерального штаба Али Ахмед Насер «Антар» аль-Биши;
- Алейла, прототипом которого явился полковник Абдалла Али Алейва, начальник ГШ ВС НДРЙ. Впоследствии он был одним из важнейших сторонников Али Насера, эмигрировал на Север, в 1990-х — 2000-х занимал должности начальника ГШ и Министра обороны объединённого Йемена;
- комбриги 7 парашютно-десантной бригады Абду Салех и Садек. Прототип; командир 5ПДБр Рашид Улейб, его бригада вступила в бой со сторонниками Али Насера за пригород Адена Дар-Саад.

## Художественные особенности
Художественный метод, которым пользуется режиссёр, может быть определён как «постсоциалистический реализм».
Режиссёр А. Черняев, взяв за основу литературный сценарий Э. Володарского, придерживался основной линии произведения Константинова и делал на 35-мм плёнке телевизионный художественный фильм в стиле экшн на близком к аутентичности экзотическом, но не историческом фоне. Были частично реконструированы советско-арабские отношения того времени, специфика практической работы переводчиков-арабистов, межарабские отношения и особенности внутриполитической жизни арабских стран с важной ролью авторитарного стиля, армии и других силовых структур. Съемки южно-йеменских и ливийских мизансцен проводились в городе Жуковском, под Баку и в Тунисе. В кадре постоянно звучит разговорная арабская речь на нескольких диалектах, в зависимости от характера героев, и стилизованная под арабскую и арабская музыка за кадром.
Работу Черняева отличает стремление к спокойной реалистичности, мягкости подачи военно-приключенческого материала, что вместе с соответствующим уровнем аудиовизуальной имитации экзотической и близкой к исторической реальности делает его сериал художественно-достоверным. Это оправдывает заявленную производителем квалификацию жанра сериала как «политического детектива».

### Арабский языкв сериале
Литературный сценарий сериала не содержал прямого указания на использование в нём арабского языка. Следуя современной кинематографической традиции, режиссёр А. Черняев решил, что в фильме должен звучать арабский.
Предполагалось, что указанные реплики просто будут переведены с русского языка и записаны в русской транскрипции, затем заучены и воспроизнесёны актёрами на съёмочной площадке. Задача сложная, и перед консультантами — военными переводчиками — встал вопрос: на какой диалект переводить.
Классический арабский язык Корана и его современная упрощённая модификация — арабский литературный язык арабами в качестве разговорного языка не используется. В каждой арабской стране, в каждом городе или районе местные жители разговаривают между собой на своём собственном разговорном диалекте. Эти диалекты отличаются друг от друга от страны к стране и от местности к местности, как родственные, но почти самостоятельные бесписьменные языки. Если бы в «Русском переводе» комбриг-йеменец Абду-Салих, палестинец Синдибад и ливиец полковник Иса вдруг заговорили на литературном арабском, одинаковом письменном общеарабском неразговорном языке, большинство зрителей приняли бы это как должное. Но это вошло бы в противоречие с историческими и языковыми реалиями.
В результате перевод всех арабских реплик героев фильма был выполнен в соответствии с языковой ситуацией на арабских странах в то время, и с учётом того, что арабский язык переводчика Обнорского меняется по мере приобретения им профессионального языкового опыта. Был учтён и тот исторический факт, что существовал и «хабирский арабский» — с его специфической лексикой, фонетикой и фразеологией (например: «садык» — араб; «садычка» — арабка; «садыки» — с ударением на последний слог — арабы и т. п. — от арабского литературного «СадииК» — друг).
Основная нагрузка по изучению арабского пала на исполнителя роли Сандибада Рамиля Сабитова и исполнителя роли главного героя Никиту Зверева. В фильме у палестинца Сандибада весь текст — арабский, этого текста, включая небольшие, но сложные монологи, очень много. Актёрский талант и разработанная специальная методика усвоения и воспроизведения арабского живого разговорного текста позволили Сабитову справиться со сложной ролью, в том числе и при её озвучивании. В его речи прослеживается палестинский диалектный акцент.
Никите Звереву пришлось играть гражданского востоковеда-филолога (изучавшего на Восточном факультете ЛГУ исключительно классический арабский), который — на глазах у зрителей — превращается из беспомощного студента-практиканта в опытного военного переводчика-арабиста «мутаргим-ма», признанного сообществом профессиональных военных переводчиков. В аденском аэропорту он пытается заговорить с простым арабом на классическом арабском. Потом, в парашютно-десантной бригаде, осваивает специфику аденского диалекта. Ему помогает то, что в речи военных — наиболее образованной части арабских обществ в то время — много литературных терминов. У него вырабатывается свой разговорный арабский, приближенный к южному йеменскому. При этом он теперь способен понимать и офицеров-палестинцев. Когда же Обнорский, уже дипломированный переводчик, переводит лекции и практические занятия, он, как и положено, переходит на арабский литературный язык.
У переводчика Ильи Новосёлова (актёр Андрей Фролов) изначально не было арабского текста. Однако в речи «мутаргиминов» из ВИИЯ, при нахождении в своей компании, часто присутствовали арабские слова и выражения: и шутливые псевдо-арабские словарные конструкции («охабириться» — стать похожим на хабира; «шарибнуть» — выпить). Более того, и по книге, и по сюжету можно предположить, что в практическом использовании арабского языка Новосёлов опытнее Обнорского, за что Обнорский его уважает. Таким образом, в репликах Ильи появилось несколько крылатых арабских фраз (например: «АС-Сабр — мифтаХ аль-фарах» — «Терпение — ключ к радости»).
Главному отрицательному персонажу капитану Кукаринцеву (актёр Павел Новиков) не пришлось продемонстрировать своё прекрасное владение арабским. Первоначально по замыслу режиссёра такая возможность присутствовала — но на трибуне рядом с Грицалюком и Алейлой переводчика Кукаринцева нет. В соответствии с текстом романа, его языковая практика, по-видимому, после второго курса ВИИЯ, пришлась на Октябрьскую войну 1973 года, и от страны пребывания — Сирии — у него сохранился небольшой сирийский акцент.
Разговорный и литературный арабский язык звучит с экрана практически постоянно.

## Прокат
Сериал «Русский перевод» (2006) был передан Первому каналу в первой половине 2006 года.. В связи с появлением пиратских копий презентация сериала на DVD была проведена кинокомпанией НТВ-Кино 19 сентября 2006. Телевизионная премьера сериала «Русский перевод» состоялась на Первом канале лишь 11-20 сентября 2007 года в сокращённой телевизионной версии.

## Продолжение
Продолжением сериала (хотя и без прямой связи сюжетов) является сериал «Бандитский Петербург». В нём рассказывается о работе Андрея Обнорского (Серёгина) криминальным журналистом в Петербурге. В биографии Обнорского далее фигурируют Сергей Вихренко, Лена Ратникова, полковник Сектрис и Евгений Кондрашов. Кроме того упоминается, что данные события повлияли на здоровье Обнорского (головные боли) и любовь к восточным ресторанам (эпизод в 3 части Бандитского Петербурга). В первой части сериала биография бывшего переводчика Обнорского вызывает немалое удивление оперативника Колбасова и его начальника Ващанова.